# Pilar

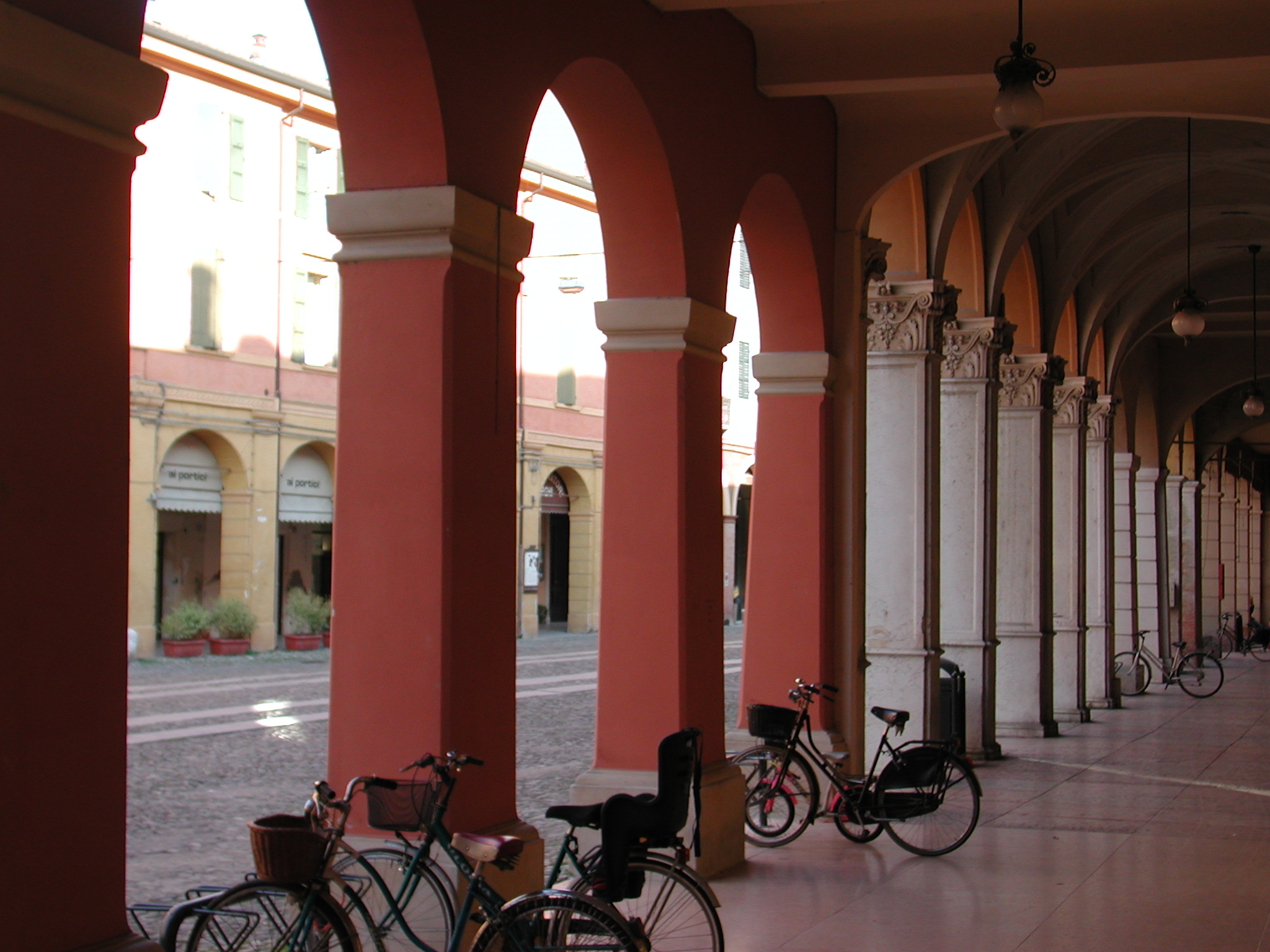
Arcada de pilares.

En arquitectura e ingeniería un pilar, palabra proveniente del latín pila, es un elemento alargado, normalmente vertical, destinado a recibir cargas (de compresión principalmente) para transmitirlas al terreno mediante la cimentación. 
Es un elemento arquitectónico estructural que tiene sección transversal poligonal (a diferencia de la columna que tiene sección circular). A veces también tiene fines exclusivamente decorativos.
Según su disposición se pueden clasificar en:
- Pilar aislado o exento: Separado de cualquier cuerpo de la edificación.
- Pilar adosado: Yuxtapuesto a un muro u otro elemento de la edificación.
- Pilar embebido: Parcialmente incrustado en el muro u otro cuerpo de la construcción. En este caso se denomina pilastra.

## Forma de los pilares

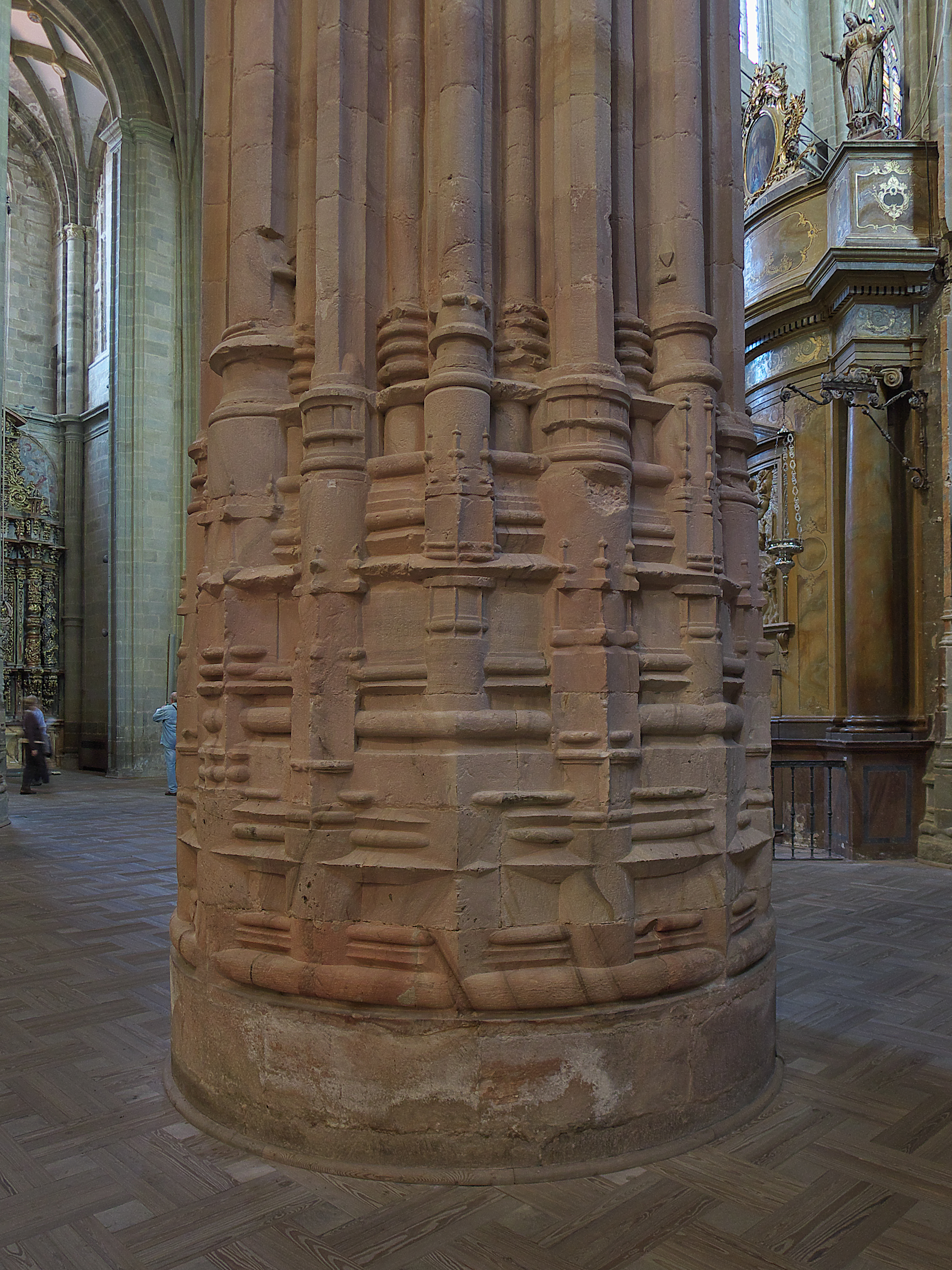
Catedral de Astorga.

Planta original de Bramante para la Basílica de San Pedro.

Lo más frecuente es que sea de sección cuadrada o rectangular, pero puede ser también octogonal, aunque por priorizar su capacidad portante, se proyecta con libertad de formas. 
En la arquitectura del Antiguo Egipto se habla de pilares hathóricos, por esculpirse en ellos la diosa Hathor o de pilares osiríacos por tener representado al dios Osiris. En la arquitectura medieval eran comunes soportes circulares masivos, llamados pilares de tambor, pilares cruciformes o pilares compuestos. En la arquitectura gótica se utilizaba el pilar fasciculado que estaba formado por un haz de baquetones, generalmente adosados a un núcleo central. En la Basílica de San Pedro en Roma, Bramante utilizó pilares ricamente articulados, como se puede ver en la planta de la figura. A veces, y a imitación de la columna, puede presentar también tres partes: basa, fuste y capitel. Si en lugar de exento va adosado al muro se denomina pilastra.

## Clasificación de los pilares
Actualmente los pilares llevan un desarrollo vertical y sin alardes estéticos en la mayoría de los casos. Cumplen su función estructural, pero suelen carecer de elementos ornamentales. Históricamente eran elementos arquitectónicos muy apreciados y cotizados y podían clasificarse por tipología de fuste y de orden. Según su fuste se pueden clasificar en:
- Liso: Sin estrías o adornos.
- Estriado o acanalado: Posee estrías o acanaladuras ornamentales en toda su longitud.
- Fasciculado: Fuste compuesto formado por una serie de otros delgados fustes agrupados.

## Historia de los pilares
Los pilares han sufrido una gran transformación desde el origen de la arquitectura, independientemente de que su uso habitual no ha cambiado notablemente. Con evoluciones sensiblemente diferentes en el mundo antiguo (Grecia, Egipto…), los pilares o soportes nacieron de la necesidad práctica de sustentar la cubierta de un edificio.
En sus formas originales, de un modo similar a las estructuras de los árboles, los pilares disponían de tres partes diferenciadas; basa, fuste y capitel. La basa y el capitel eran formas ensanchadas cuyo objetivo básico era evitar el punzonado o cargas excesivamente concentradas, tanto de la cubierta sobre el pilar, como del pilar sobre el suelo. El fuste por el contrario no requería ser tan ancho, por lo que suponía un ahorro de peso hacerlo más delgado que la basa y el capitel.
Con morfologías muy elaboradas antaño, en la Edad Media se regresa al comienzo de una evolución en la morfología de los pilares. El pilar evoluciona desde los cuadrados a los cruciformes, de los pilares exentos que dan soporte a los nervios de las bóvedas, a integrarlos en el pilar. Esta evolución en la que los nervios y arcos de cubierta tienen continuidad hasta el firme, explota una corriente de alardes escultóricos en la que la sección del soporte se complica hasta límites difícilmente alcanzables.
Más tarde proliferaron las columnillas delgadas o baquetones en los soportes y los acanalados con forma de estrella. Esta evolución lleva a un pilar más complejo (fasciculado), que tiene el fuste formado por varias columnillas delgadas (baquetones), lo que permite multiplicar las posibilidades de soporte y su continuidad con los nervios de la cúpulas. Los periodos siguientes toman el camino de la simplificación y sencillez de los procesos, en aras de unos conceptos arquitectónicos más claros.
En la actualidad los pilares se realizan habitualmente en hormigón armado y/o acero. Estos materiales, a diferencia de los pilares de bloques de piedra unidos por morteros, tienen la capacidad de soportar esfuerzos de tracción y flexiones mucho mayores.  En los pilares de bloques, cualquier carga excéntrica o ligera flexión produce una mayor separación de los bloques en la fibra menos comprimida y una mayor compresión en el lado opuesto, condicionando directamente la altura de un pilar a su sección, obligando a aumentar proporcionalmente la sección transversal de los pilares si se construyen edificios más altos. Con las modernas técnicas constructivas de estructura metálica y hormigón armado ha disminuido mucho la necesidad de capiteles o basas amplias.

## Los pilares en los distintos periodos
Desde la Edad Media, las columnas pueden clasificarse de manera simplificada en varios periodos, pudiendo encontrarse  diversidad de tipologías en un mismo edificio. Los periodos pueden diferenciarse en: paleocristiano, prerrománico, bizantino, románico, islámico, gótico y renacimiento:
- El arte Islámico nace en el siglo VII para expresar la nueva religiosidad musulmana. Destaca la arquitectura sobre las demás artes, y la mezquita y los palacios sobre los demás construcciones. Se dice que la columna, el arco y la cúpula son la seña de identidad de la arquitectura, aportando belleza y originalidad.
- El Gótico es el periodo evolutivo de la arquitectura, en el que se realizan el salto evolutivo más notable de la historia de la arquitectura. Partiendo de soportes exentos con columnas igualmente exentas o yuxtapuestas propias del prerrománico y su evolución hacia el adosamiento de los elementos exentos en un elemento constructivo único del románico. Los baquetones son nervios de continuación desde  la cúpula, que se multiplican hasta el infinito en este periodo dada a la excepcional calidad de los artesanos y de las técnicas  de tallado.
- El Renacimiento es el momento de la historia en el que se pasa del mundo medieval al mundo moderno. La simplificación de los modelos tradicionales del gótico y su interpretación del mundo clásico, produjo unos pilares  que sustituían a las pilastras y baquetones tradicionales y sólo se limitaban a dividir las distintas naves de la iglesia.
- En el Barroco se llevaron los avances en las técnicas de tallado de la piedra a su máxima expresión, representada en las columnas torsionadas salomónicas.
- En el Neoclásico se revisaron los modelos tradicionales, retornando modelos clásicos pero con reinterpretaciones y licencias compositivas.